# Џа или Бу
Џа или Бу је српски панк рок бенд из Београда. Основан је 1987. године, а деловао је све до НАТО агресије на СРЈ, а затим поново почео са радом од 2003. године. Основали су га гитариста Небојша Симеуновић, басиста Душко Милојевић, бубњар Дејан Милојевић и гитариста и вокалиста Стојан Радићевић Лоле.

## Историја
Бенд су званично основали 1. маја 1987. године гитариста Небојша Симеуновић, басиста Душко Милојевић, бубњар Дејан Милојевић и гитариста и вокалиста Стојан Радићевић Лоле. Симеуновић је био познат као Сабљар, детињство је провео у Либији, а надимак је добио због дедине сабље коју је носио. Небојша Симеуновић музичку каријеру започео је у панк саставу Unbelievable Disgusting.
Бенд је први наступ имао у београдском биоскопу Рекс, 22. јануара 1988. године. Током исте године, бенд је снимио две демо песме — Мамин усисивач и Црвено. Крајем 1988. године, Стојан Радићевић напустио је бенд и формирао нову групу - Призори са венчања, заједно са Милорадом Ристићем, чланом бенда Дарквуд даб и Владимиром Марковићем, чланом бенда Пресинг. Симеуновић је након тога био певач бенда, а нови гитариста у бенду био је Александар Митановски из бенда Вера Квар. Са четири демо снимка били су заступљени на издању Други талас — Београд '89 компилацији, на којој су представљени нови домаћи извођачи. У октобру 1989. године, бенду се прикључио гитариста Горан Мајкић Гокси.
Године 1990. бенд је снимио нови материјал, објављен на демо касети под називом Лепа касета и имали концерте широм СФРЈ. Исте године демо снимак песме Живео Стаљин и светска револуција постаје хит на многим регионалним радио станицама а бенд свира у Сарајеву на позив Бранка Ђурића Ђуре (Бомбај Штампа) а затим и као предгрупа Бомбај Штампи у Дому Омладине (Београд).  Наредне године снимили су нове песме које су уз део претходних са Лепе касете објавили на албуму Хеј морнари, уз духовиту налепницу Победници Сплита '91. Песме попут Живео Стаљин и светска револуција , Краљица пица парка и Пут садрже иронично-социјалне текстове, као и остале на албуму. ЛП је изашао 9. март] 1992. године, симболично јер се на њему налази песма Сећам се, која је посвећена деветомартовским демонстрацијама из 1991. године. Након издавања лп-а, бенд је имао наступе широм Србије, а исте године од Индекс радија добили су награду као Најконцертнији бенд. Широм Србије, на концертима су изводили обраде песама Лепи Марио од Сатана Панонског и многе друге. Песма Уметник, снимљена у лето 1992. године на наступу у Клубу студената технике у Београду и објављена на плочи Нема љубави због патње и бола, 1993. године за продукцијску кућу Тиоли рекордс.
Након снимања другог албума Спремање рибљег гулаша поново су имали велики број концерата у Србији, а свирали и ван земље, у Скопљу. На новом албуму нашле су се песме као што су Друг Тито се крије у пећини, Велика светска завера и Другови, које су такође биле ироничне. Пратећи вокали током концерата били су чланови група Атеист реп и Ева Браун.
На новим песмама углавном су исказивали њихово виђење у земљи, а 1994. године заједно са бендом X-Mas Sacandal Sabljar снимили су никада објављени албум Understunding Songs. 
У то време, бубњар бенда био је Дејан Утвар (Казна За Уши), на гитари Петар Павлевски (Плави Пепрминт), а као басиста Бојан Николић, фронтмен бенда Руке. Бенд је тада снимао и наступао са две гитаре и био је под великим утицајем нојз рок и постпанк бенда Sonic Youth. На албуму који је био на енглеском језику нашла се и панк обрада песме Бранка, Томе Здравковића.
У децембру 1995. године, бенд је објавио албум Страшни суд на цд формату, а продукцију је радио Игор Боројевић тадашњи члан групе Партибрејкерс. На албуму су се нашле песме Устани и Крени, Неки други град, Вечна Ловишта, Занимљива Географија", и "Земља Нојева". Албум је продат у 12.000 примерака.
Године 1996. бенд наступа у препуној башти СКЦ-а, што је била круна успеха албума "Страшни Суд".
Године 1997. гитариста Горан Мајкић напустио је бенд, а заменио га је Игор Панић, са којим је бенд снимио албум Као да ничег није било, 1998. године, а албум је снимљен у студију Фабрика који оснивају Небојша Симеуновић и Игор Боројевић. Као да ничег није било објавило је издавачко предузеће Змекс, јануара 1998. године, а већ одштампан ЦД тираж остаје блокиран у Немачкој. Девет месеци касније бенд је за сопствену издавачку кућу Фабрика издао исти материјал на диску, уз шест спотова, биографије чланова бенда и фотографије.
У пролеће 1999. године, за време Нато агресије над СР Југославијом, а после отказивања комплетне турнеје, бенд престаје са радом.

## Повратак бенда на сцену
Године 2003. бенд је поново постао активан, а састав су чинили Небојша Симеуновић, Игор Панић, Владимир Маркош као басиста и Стеван Ђорђевић на клавијатурама. На компилацији Ретровизор (2005 Пгп Ртс) уз старе песме са концерата из Дома омладине, нашла се и обрада песме Опасне игре, састава Београд.
Године 2007. избацују албум Ултра мук, а на њему су се нашле песме Метак, Распродаја, Зид, а снимили су и обраду песме Лепи Марио, Сатана Панонског.
Као предгрупа британског инди рок састава Kaiser Chiefs, наступали су у Београдској арени, 19. јуна 2007. године. Компилација Добре ствари изашла је у интернет издању, а на њој су се нашле и три песме са њиховог првог албума.
Шести студијски албум Куково лето бенд је снимио 2011. године, а продукцију радио Теодор Јањи, некадашњи продуцент Екатарине Велике. Гости на албуму били су Владан Васиљевић (други гитариста) и нови басиста Вук Павловић, бивши члан бенда Gangbangers. Са албума се издвајају синглови "Вип", "Ризик" и "Голе Истине". Током турнеје од 2013—2014. године бенд је имао преко стотину концерата широм бивше СФРЈ, а наступио је и као предгрупа Били Ајдолу на Ушћу у Београду.
Током турнеје бенд су напустили Владимир Маркош и Игор Панић, а прикључили се Вук Павловић и Владан Васиљевић Васке. Током овог периода бенд је свирао на In Music фестивалу у Загребу, Бедем фесту у Никшићу и СЛФ фестивал у Шапцу, као и на Зајечарској гитаријади.
Године 2015. извођењем песме Заувек, бенд је најавио нови материјал, а током 2016. године избацили су два нова сингла, први обрада песме Одисеја, Лео Мартина, а друга Диктаторе, која излази непосредно пред изборе у Србији. У новембру 2016. године бенд издаје седми студијски албум Седма сила, за издавачку кућу Маском рекордс. На албуму су се као гости појавили Зоран Маринковић из групе Бјесови на песми Помози ми и Никола Врањковић из некадањег бенда Блок аут на песми Црно сунце.
Након више од 25 година у бенд се враћа његов први гитариста Александар Митановски. На промоцији албума Седма сила у Дому омладине у Београду као гост појавио се и Зоран Маринковић.
У години у којој славе 30 година рада, гласањем слушаоца радија Београд 202 односе двоструку титулу. Албум "Седма Сила" био је проглашен за албум године а песма "Гасио сам мрак" за сингл године.
Године 2019 бенд снима осми студијски албум под називом "Јасно и Гласно" али се због пандемије излазак албума одлаже. Албум коначно излази 6.октобра 2022 године, као самостално издање на цд формату. Са албума се издвајају синглови "Ја се смејем", "Револуција" и "Последњи Пијун". Током 2023 и 2024 бенд свира многобројне концерте и фестивале попут Бир Фест - Београд, Нисомниа - Ниш, Моринска Гитаријада, Сабор РнР - Лучани, Мото Фест - Бања Лука, ОК Фест - Тјентиште, Фестивал Стрипа - Херцег Нови и други.
Текстови седам песама бенда нашли су се у књизи Песме братства, јединства & потомства: Антологија екс ЈУ рок поезије 1967—2007, аутора Петра Јањатовића.

## Дискографија

### Студијски албуми
- Хеј, морнари (1992) ЛП Карло Рек.
- Спремање рибљег гулаша захтева високу концентрацију (1993) ЛП Карло Рек.
- Страшни суд (1995) ЦД Метрополис
- Као да ничег није ни било (1998) ЦД Zmex - Фабрика
- Ултра мук (2007) ЦД Мултимедија Рек.
- Куково лето (2013) ЦД Пгп Ртс
- Седма сила (2016) ЦД Маском
- Јасно и Гласно (2022) ЦД Фабрика

### Компилације
- Други Талас БГД 89 (1989) 4 песме.
- Лепа Касета (1990) ЕП 5 песама - Делиријум Рец.
- Уживо 99 (1999) Фабрика
- Ретровизор (2005) Синглови 1987-2005 Пгп Ртс
- Добре ствари (2012) Синглови 1987-2012 МТВ Адриа

### Синглови
- "Мамин Нов усисивач" / "Црвено" (1988)
- "Ново Време" (1989)
- "Пас" / "Прехрамбена песма" (1989)
- "Море" (1990)
- "Живео Стаљин и светска револуција" (1991)
- "Краљица Пица Парка" (1991)
- "Сећам се" (1991)
- "Уметник" (Ливе)(1992)
- "Другови" (1993)
- "Друг Тито се крије у пећини" (1993)
- "Трећа Смена" (1993)
- "Вечна Ловишта" (1995)
- "Устани и крени" (1996)
- "Неки други град" (1996)
- "Најјачи само остају" (1997)
- "Земља Нојева" (1997)
- "Занимљива Географија" (1997)
- "Стампедо" (1997)
- "Аљаска" (1998)
- "Оловни Војник" (1998)
- "Као да ничег није ни било" (1998)
- "Раскршће" (1999)
- "Опасне Игре" (2005)
- "Метак" (2007)
- "Зид" (2007)
- "Распродаја" (2008)
- "В.И.П" (2012)
- "Баксузан Дан" (2012)
- "Голе Истине" (2013)
- "Ризик" (2013)
- "Песак Бенгазија" (2014)
- "Одисеја" (2015)
- "Живео Стаљин - римејк" (2015)
- "Баксузан Дан" (2015)
- "Бескрајан Пад" (2015)
- "Диктаторе" (2015)
- "Гасио сам мрак" (2016)
- "Помози ми" (2016)
- "Глобални Грађанин" (2017)
- "Ја се смејем" (2019)
- "Револуција" (2020)
- "Последњи Пијун" (2022)